# 정창선
정창선(鄭昌善, 1943년 1월 9일 - )는 중흥그룹을 창업한 대한민국의 기업인이다.
1. ↑  링크
2. ↑  링크